# 1958-as Eurovíziós Dalfesztivál
Az 1958-as Eurovíziós Dalfesztivál volt a harmadik Eurovíziós Dalfesztivál, melynek a hollandiai Hilversum adott otthont. A helyszín a hilversumi AVRO Studios volt.
Ekkor lépett életbe az a konvenció, mely szerint az előző év győztese rendezhette meg a versenyt.

## A résztvevők
1958-ban debütált Svédország, amely később a verseny egyik legsikeresebb országa lett. 
Mindmáig ez az utolsó alkalom, hogy az Egyesült Királyság nem vett részt a versenyen, ezáltal egy angol nyelvű dal sem versenyzett.
Ebben az évben is több olyan énekes volt, akik már korábban is részt vettek: A belga Fud Leclerc 1956-ban is indult, a német Margot Hielscher egy évvel korábban a 4. helyen végzett. Már harmadszor vett részt az 1956-os fesztivál svájci győztese, Lys Assia, aki ezúttal második lett, illetve a holland Corry Brokken, az 1957-es verseny győztese, aki ebben az évben egy kínos rekordot állított fel: ő a verseny történetének egyetlen résztvevője, aki első, és utolsó helyen is végzett. Ez volt az első alkalom arra is, hogy a házigazda az utolsó helyen végzett. Legközelebb csak 2011-ben fordult elő az, hogy a visszatérő előadók közül ketten már korábban győztek.

## A verseny
Az első dalt, az olaszt meg kellett ismételni, mert problémák adódtak a közvetítés közben. Ez a dal, amely itt végül a 3. helyen végzett, később Volare címen világszerte ismertté vált. A dal az amerikai Billboard Hot 100 listát is vezette, és az énekes, Domenico Modugno két Grammy-díjat is kapott a dalért.
Ebben az évben két szünet is volt: egy a verseny közepén, az 5. dal után, egy pedig a szavazás ideje alatt. Ezalatt a közönséget a Metropole Orkest szórakoztatta.

## A szavazás
A szavazás ugyanúgy zajlott, mint az 1957-es versenyen. Mindegyik országnak tíz zsűritagja volt, akik nem a helyszínen, hanem saját országukban követték a közvetítést. Mindegyik zsűritag 1 pontot adott az általa legjobbnak ítélt dalnak. A műsorvezetőnő telefonon keresztül vette fel a kapcsolatot a szóvivőkkel, a fellépési sorrenddel ellentétes sorrendben: Svájc volt az első szavazó, míg Olaszország az utolsó. A szavazás során három ország állt az élen: az első szavazó ország után még a debütáló Svédország állt az élen, majd Franciaország vette át a vezetést. A belga zsűri pontjai után a francia és az olasz dal holtversenyben vezetett, ezt követően azonban a dán zsűritől kapott kilenc pontnak köszönhetően Franciaország ismét az élre állt és ezután már nem is engedték ki a kezükből a vezetést. Ugyan a legutolsó zsűri pontjai előtt mindössze egy pont volt az előnyük a svájci dal előtt, az olasz zsűri által Franciaországnak adott hat pont eldöntötte a versenyt. A győztes dal a holland zsűri kivételével mindegyik szavazó országtól legalább egy pontot kapott.
Ez volt az első alkalom, hogy Franciaország nyert, illetve hogy egy férfi énekes nyerte meg a versenyt.

## Eredmények
| #  | Ország        | Nyelv        | Előadó           | Dal                              | Magyar fordítás                  | Helyezés | Pontszám |
| -- | ------------- | ------------ | ---------------- | -------------------------------- | -------------------------------- | -------- | -------- |
| 01 | Olaszország   | olasz        | Domenico Modugno | Nel blu dipinto di blu           | Kékre színezett kékben           | 3.       | 13       |
| 02 | Hollandia     | holland      | Corry Brokken    | Heel de wereld                   | Az egész világ                   | 9.       | 1        |
| 03 | Franciaország | francia      | André Claveau    | Dors, mon amour                  | Aludj, szerelmem                 | 1.       | 27       |
| 04 | Luxemburg     | francia      | Solange Berry    | Un grand amour                   | Egy nagy szerelem                | 9.       | 1        |
| 05 | Svédország    | svéd         | Alice Babs       | Lilla stjärna                    | Kis csillag                      | 4.       | 10       |
| 06 | Dánia         | dán          | Raquel Rastenni  | Jeg rev et blad ud af min dagbog | Kitéptem egy lapot a naplómból   | 8.       | 3        |
| 07 | Belgium       | francia      | Fud Leclerc      | Ma petite chatte                 | Az én kiscicám                   | 5.       | 8        |
| 08 | Németország   | német        | Margot Hielscher | Für zwei Groschen Musik          | Kétfilléres zene                 | 7.       | 5        |
| 09 | Ausztria      | német        | Liane Augustin   | Die ganze Welt braucht Liebe     | Az egész világ szerelemre vágyik | 5.       | 8        |
| 10 | Svájc         | német, olasz | Lys Assia        | Giorgio                          | György                           | 2.       | 24       |

## Ponttáblázat
|               | Zsűrik      | Zsűrik    | Zsűrik        | Zsűrik    | Zsűrik     | Zsűrik | Zsűrik  | Zsűrik      | Zsűrik   | Zsűrik | Zsűrik |
| Össz          | Olaszország | Hollandia | Franciaország | Luxemburg | Svédország | Dánia  | Belgium | Németország | Ausztria | Svájc  |        |
| ------------- | ----------- | --------- | ------------- | --------- | ---------- | ------ | ------- | ----------- | -------- | ------ | ------ |
| Olaszország   | 13          |           | 1             | 1         |            | 1      |         | 4           | 4        | 1      | 1      |
| Hollandia     | 1           |           |               |           |            |        |         |             |          |        | 1      |
| Franciaország | 27          | 6         |               |           | 1          | 1      | 9       | 1           | 1        | 7      | 1      |
| Luxemburg     | 1           |           |               |           |            |        |         |             |          |        | 1      |
| Svédország    | 10          |           | 2             |           | 3          |        |         | 1           |          | 1      | 3      |
| Dánia         | 3           |           | 1             | 1         |            | 1      |         |             |          |        |        |
| Belgium       | 8           |           |               |           |            | 1      | 1       |             | 5        |        | 1      |
| Németország   | 5           |           |               | 2         |            | 1      |         | 1           |          | 1      |        |
| Ausztria      | 8           |           |               | 3         | 1          | 1      |         | 1           |          |        | 2      |
| Svájc         | 24          | 4         | 6             | 3         | 5          | 4      |         | 2           |          |        |        |

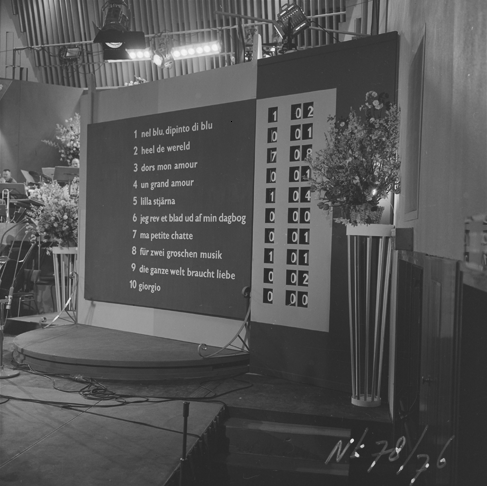
A pontozótábla, az osztrák zsűri pontjainak kihirdetése után.

A szavazás a fellépési sorrenddel ellentétesen történt.

## Térkép

Részt vevő országok
Országok, melyek korábban részt vettek, de ebben az évben nem

## Visszatérő előadók
| Előadó           | Ország      | Előző év(ek)         |
| ---------------- | ----------- | -------------------- |
| Corry Brokken    | Hollandia   | 1956, 1957 (győztes) |
| Fud Leclerc      | Belgium     | 1956                 |
| Margot Hielscher | Németország | 1957                 |
| Lys Assia        | Svájc       | 1956 (győztes), 1957 |

## A szavazás és a nemzetközi közvetítések

### Pontbejelentők
| 1. Svájc – Mäni Weber 2. Ausztria – ismeretlen 3. Németország – Claudia Doren 4. Belgium – Paule Herreman 5. Dánia – ismeretlen | 1. Svédország – Roland Eiworth 2. Luxemburg – ismeretlen 3. Franciaország – Claude Darget 4. Hollandia – Piet te Nuyl 5. Olaszország – Fulvia Colombo |

### Kommentátorok
| Ausztria           | Peter Alexander             | ORF                    |
| Belgium            | Arlette Vincent (franciául) | INR                    |
| Belgium            | Nand Baert (hollandul)      | NIR TV                 |
| Dánia              | Gunnar Hansen               | Statsradiofonien TV    |
| Egyesült Királyság | Peter Haigh (televízió)     | BBC Television Service |
| Egyesült Királyság | Tom Sloan (rádió)           | BBC Light Programme    |
| Franciaország      | Pierre Tchernia             | RTF                    |
| Hollandia          | Siebe van der Zee           | NTS                    |
| Luxemburg          | Jacques Navadic             | Télé-Luxembourg        |
| Németország        | Wolf Mittler                | Deutsches Fernsehen    |
| Olaszország        | Bianca Maria Piccinino      | Programma Nazionale    |
| Svájc              | Theodor Haller (németül)    | TV DRS                 |
| Svájc              | Georges Hardy (franciául)   | TSR                    |
| Svédország         | Jan Gabrielsson             | Sveriges TV            |

## Galéria

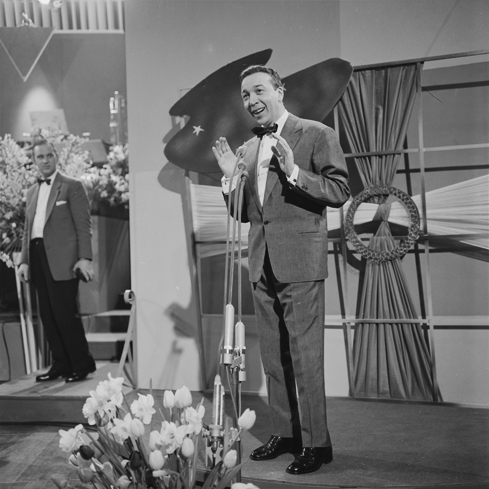
André Claveau, "Dors Mon Amour", Franciaország
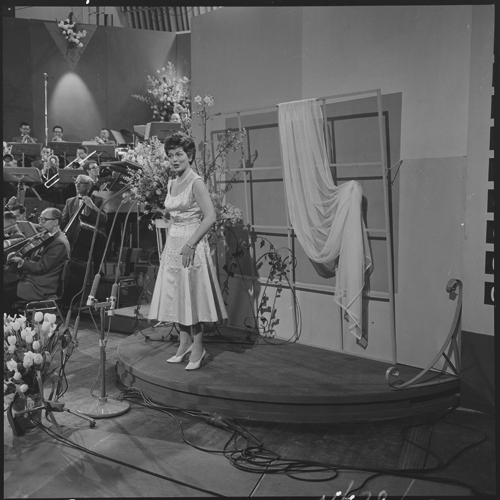
Lys Assia, "Giorgio", Svájc
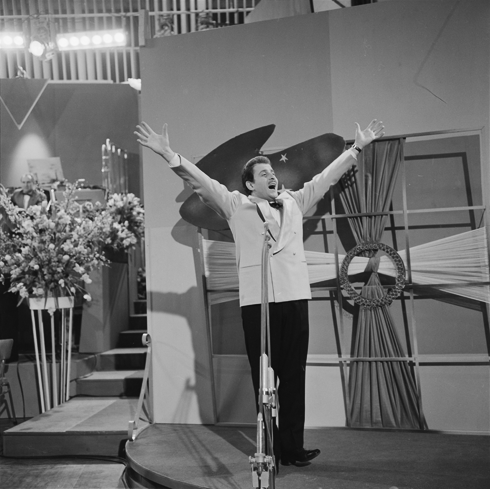
Domenico Modugno, "Nel Blu Dipinto Di Blu", Olaszország
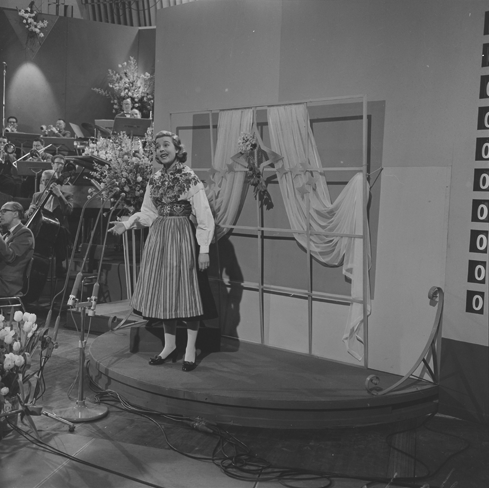
Alice Babs, "Lilla stjärna", Svédország
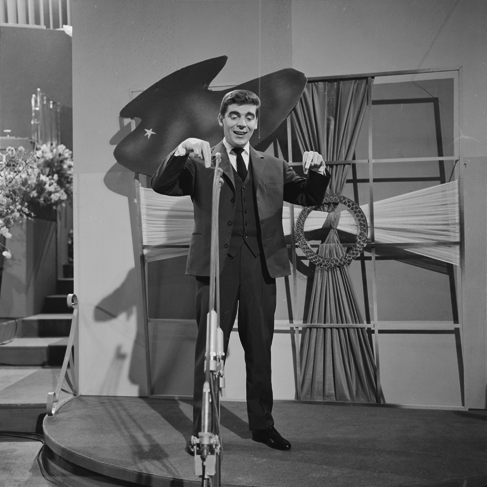
Fud Leclerc, "Ma petite chatte", Belgium
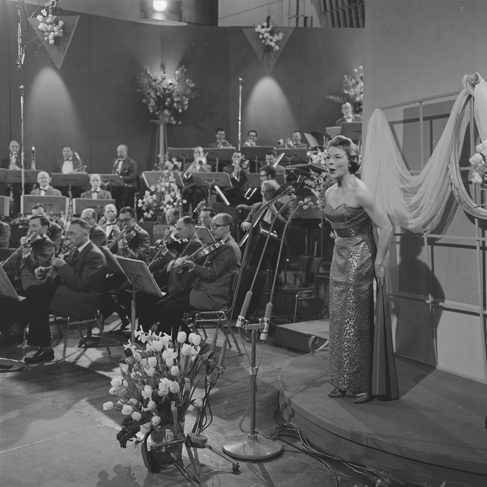
Liane Augustin, "Die ganze Welt braucht Liebe", Ausztria
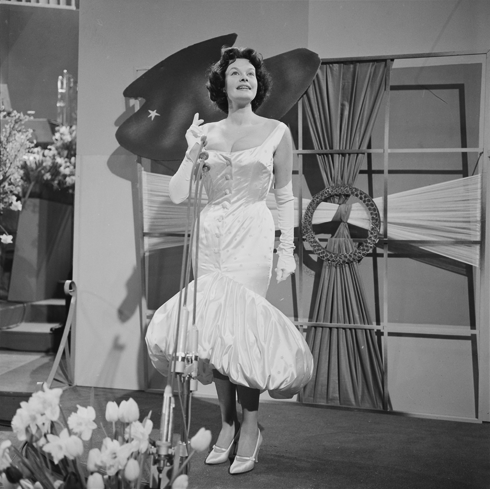
Margot Hielscher, "Für zwei Groschen Musik", Németország
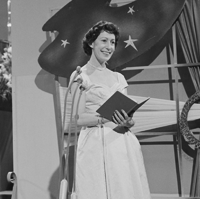
Raquel Rastenni, "Jeg rev et blad ud af min dagbog", Dánia
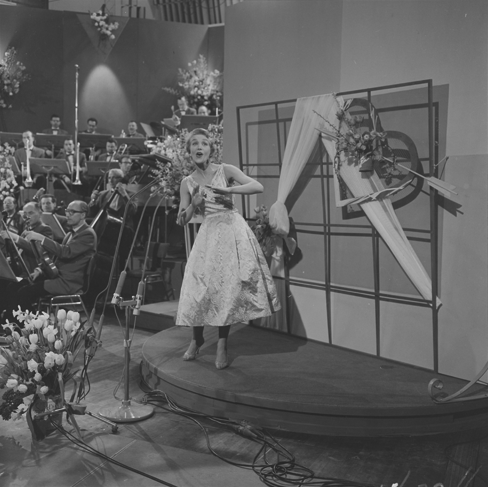
Solange Berry, "Un Grand Amour", Luxemburg
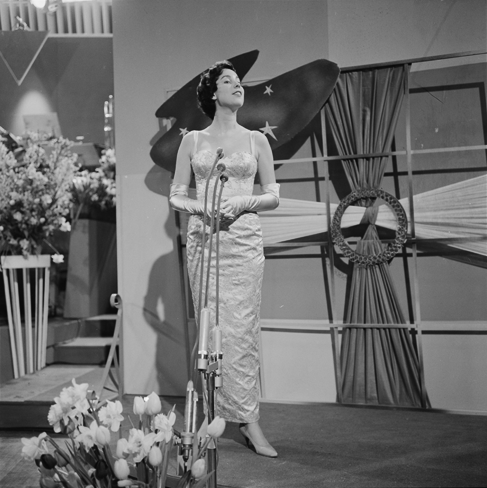
Corry Brokken, "Heel De Wereld", Hollandia